# Forskudsopgørelse
Forskudsopgørelse er en oversigt over de tal som SKAT anvender til skatteberegning for en borger i et bestemt år. SKAT laver forskudsopgørelser før begyndelsen af et nyt skatteår. Det er så ideen at borgeren går disse tal igennem. Hvis en borger er opmærksom på ændringer er det muligt at justere tallene på forskudsopgørelsen. Justeringen kan ske før skatteårets begyndelse og i løbet af skatteåret.
Ændringer i forskudsopgørelsen kan medføre en ændring af en borgers månedsfradrag og/eller trækprocent.
Hvis der er store forskelle mellem en borgers forskudsopgørelse og årsopgørelse er der typisk indbetalt for lidt eller for meget skat i løbet af året. Denne difference udlignes ved indbetaling af restskat eller udbetaling af overskydende skat. Hvis der er indbetalt for lidt skat i løbet af året lægges der renter på det skyldige beløb. Der gives en godtgørelse, såfremt der er taget for meget kildeskat. Der gives ikke godtgørelse for indbetalinger man selv har foretaget (frivillige indbetalinger).
Det er derfor i borgerens egen interesse at forsøge at holde tallene på forskudsopgørelsen ajour.
I de år, hvor ens livssituation ændres fx overgangen fra at være under uddannelse til reelt at tjene penge; køb/salg af fast ejendom; overgangen til pensionisttilværelsen og lignende situationer, så er det en god ide at holde øje med ens forskudsopgørelse.
Ligeså, når man har længerevarende udlandsophold, samtidig med at den fulde skattepligt bevares. 